# Косинцева, Надежда Анатольевна
Наде́жда Анато́льевна Коси́нцева (род. 14 января 1985, Архангельск) — российская шахматистка, гроссмейстер (2011), гроссмейстер среди женщин (2002), заслуженный мастер спорта России (2011). Сестра другого гроссмейстера Татьяны Косинцевой.
Двукратная победительница женских шахматных олимпиад (2010, 2012; 1-е место на 3-й доске) и трёхкратная чемпионка Европы (2007, 2009, 2011) в составе сборной России.

## Карьера

### Личные соревнования
На юношеских чемпионата Европы заняла 1-е место до 10 лет (1995), до 12 лет (1997) и до 18 лет (2000). На чемпионате мира до 14 лет в 1998 году также заняла 1-е место. Дважды занимала 2-е место на чемпионате мира до 20 лет в 2001 и 2002 годах.
На чемпионате Европы 2005 года разделила 1—2 место с Екатериной Лагно.
В 2006 году разделила 2-4 места в суперфинале женского чемпионата России. В 2008 году стала чемпионкой России, в 2009 - вице-чемпионкой (2-3 места).

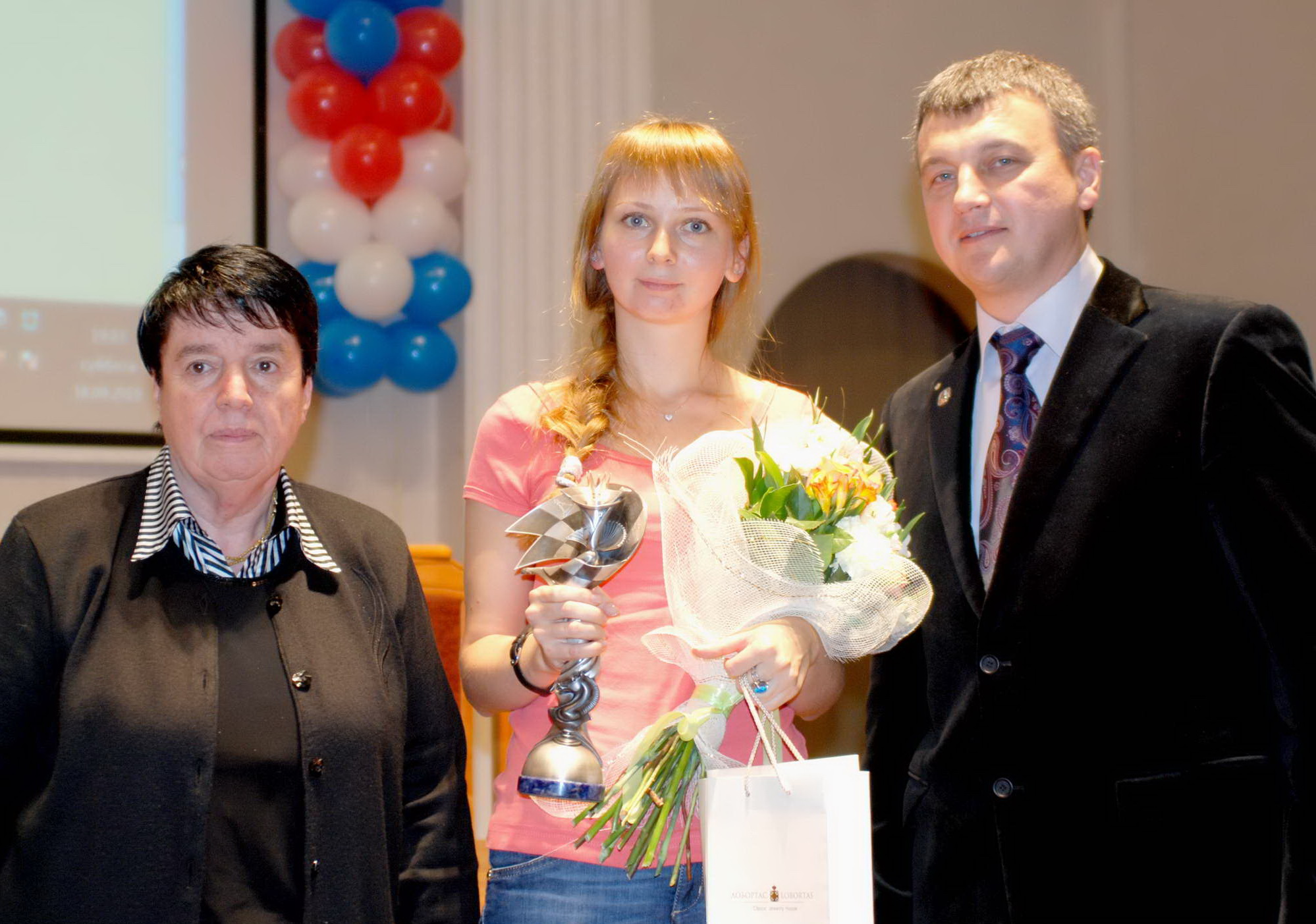
Вручение Шахматного Оскара, 2014

В 2007 году на чемпионате Европы среди женщин заняла 3-е место.
Обладатель почётной премии ФИДЕ Caissa award 2010 как лучшая шахматистка года.
В 2010 году разделила 1-7 места в Master Open в рамках 43-го шахматного фестиваля в Биле.
Косинцевых тренировал Юрий Дохоян, много лет работавший с Гарри Каспаровым.

### Командные
| Олимпиада | Город          | Доска | + | − | = | Инд. результат | Результат команды | Ист.   |
| --------- | -------------- | ----- | - | - | - | -------------- | ----------------- | ------ |
| 2004      | Ханты-Мансийск | 4-я   | 9 | 2 | 2 | 4-е место      | Серебро           | [ 11 ] |
| 2006      | Стамбул        | 3-я   | 6 | 0 | 3 | 51-е место     | Серебро           | [ 12 ] |
| 2010      | Тромсё         | 2-я   | 7 | 0 | 3 | 5-е место      | Золото            | [ 13 ] |

## Личная жизнь
В 2013 году переехала в США, начала учитьсяв Техасском университете в Далласе.
Замужен за Леонидом Крицем.